# فاریاب (رستم)
فاریاب روستایی از توابع بخش سورنا شهرستان رستم در استان فارس ایران است.

## جمعیت
این روستا در دهستان پشتکوه رستم قرار دارد و براساس سرشماری مرکز آمار ایران در سال ۱۳۸۵، جمعیت آن ۱۳۷ نفر (۲۵خانوار) بوده‌است.